# Escultura d'Anís del Mono
L'escultura d'Anís del Mono, també anomenada el mico de l'Anís del Mono és una estàtua de bronze ubicada al passeig Marítim de Badalona, al peu i plataforma d'accés del pont del Petroli, que ret homenatge a la històrica marca badalonina d'Anís del Mono, que encara avui continua fabricant-se a la ciutat. És obra de l'artista badalonina Susana Ruiz Blanch, de l'any 2011-12.

## Descripció

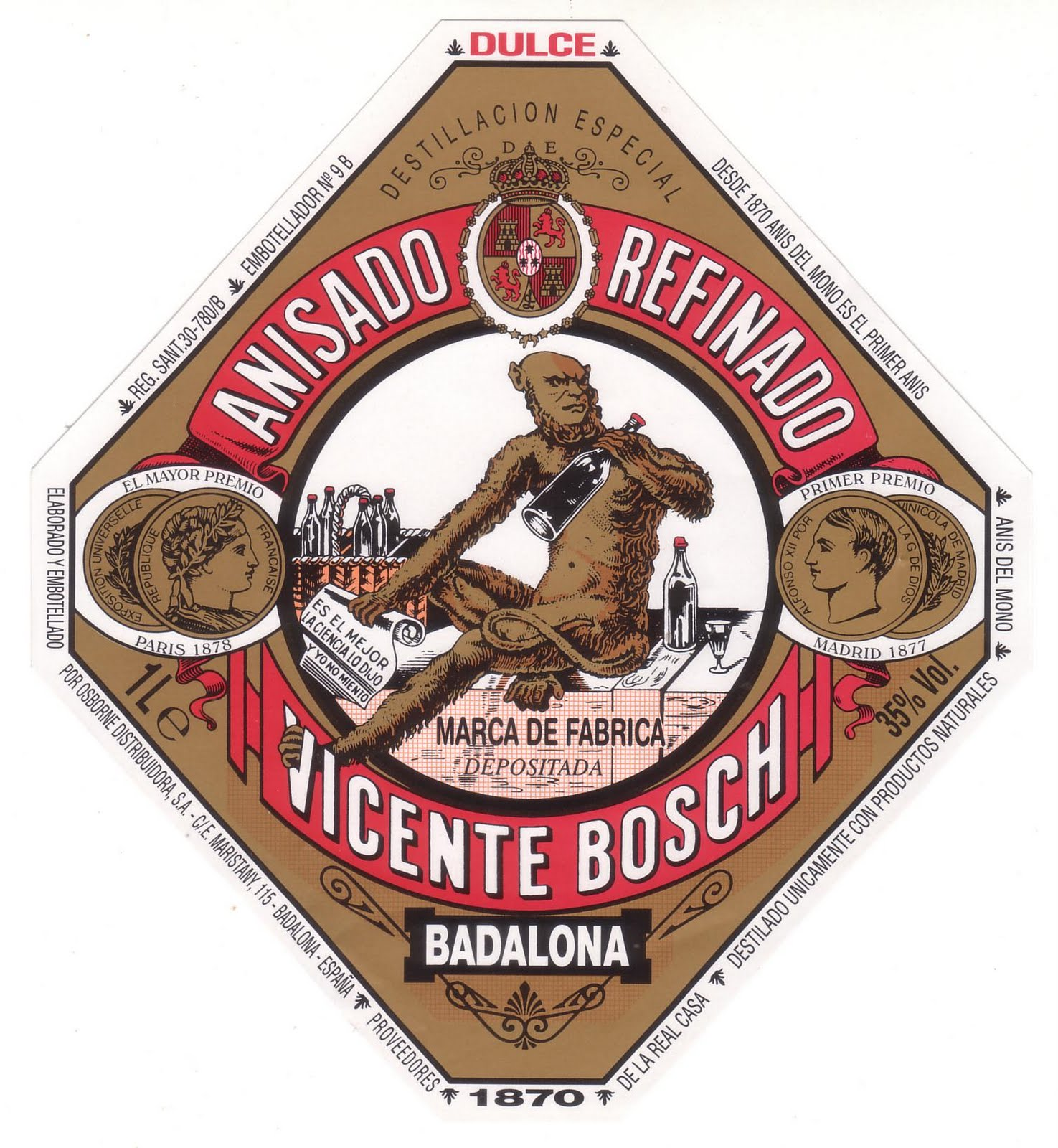
Etiqueta d'Anís del Mono, amb la figura del mico que ha estat la inspiració de l'escultura

És una escultura exempta asseguda sobre un bloc de formigó. És una reproducció de la figura del mico de l'etiqueta de l'Anís del Mono. Per tant, el cos té forma de mico, però té una cara humana, que sembla recordar la cara de Charles Darwin, que segons una de les teories, va ser una idea dels seus creadors com una burla a la teoria de l'evolució. L'estàtua observa una ampolla d'anís que sosté amb la mà esquerra. És realitzada en bronze amb un pes total de 200 quilos, col·locada sobre un bloc al peu del pont del Petroli, al passeig Marítim de Badalona.

## Història
La idea va sortir el 2011 de l'Escola Pau Gargallo de Badalona, i va rebre el finançament del Grup Osborne, propietari de l'Anís, amb la intenció de cedir-la a la ciutat que ha acollit durant més d'un segle la fàbrica d'anís. L'encarregada de dur a terme el projecte va ser l'artista badalonina Susana Ruiz, que va cursar el grau superior d'escultura a l'escola. En la fase preliminar se'n va fer una primera maqueta, amb el mono assegut mirant l'ampolla d'anís.
És una forma de reconèixer i homenatjar una marca badalonina que té més de cent anys i que continua avui ubicada a la ciutat. L'Anís del Mono, creat a Badalona al segle xix pels germans Vicenç i Josep Bosch i Grau, es destil·la a la ciutat des de 1870 de forma tradicional, i tant la fàbrica com l'ampolla s'han convertit en tot un símbol de la ciutat. En saber la intenció de l'empresa, l'ajuntament es va reunir amb la gerència de la fàbrica i van començar a meditar on ubicar l'estàtua; l'empresa volia ubicar-lo a prop de la fàbrica i finalment l'ajuntament es va decantar per un bloc de formigó instal·lat a la plataforma d'accés al pont del Petroli, per facilitar que la gent pugui fer-se fotografies amb l'escultura.
Després de set mesos que va durar la confecció de l'obra per part de Ruiz, l'estàtua finalment es va inaugurar el dissabte 7 de juliol de 2012 personalment per l'alcalde Xavier Garcia Albiol acompanyat de Tomás Osborne, president del Grup Osborne, companyia propietària de la marca i de la fàbrica de Badalona.
L'any 2016 l'estàtua va ser malmesa a la part de l'ampolla d'Anís, que va perdre la part del tap, a causa d'un acte de vandalisme. L'obra va ser reparada per la seva autoria, i la reparació va anar a càrrec de l'empresa Anís del Mono. La reparació es va fer in situ i, a més, per evitar altres casos similars, es van reforçar les peces més petites de la figura.